# Herb Dusznik-Zdroju
Herb Dusznik Zdroju – jeden z symboli miasta Duszniki-Zdrój w postaci herbu.

## Wygląd i symbolika
Herb przedstawia w złotej tarczy herbowej postać świętego Piotra w szarej sukni i białym płaszczu, ze srebrnym nimbem, kluczem w prawej i księgą opartą o pierś w lewej ręce. Z lewej strony apostoła, w tle, czerwony, ceglany mur, po którym spaceruje (w lewo, z głową skierowaną w prawo) biały kogut, przedstawiony w barwach naturalnych. Nad tarczą herbową corona muralis: mur ceglany szary, blankowany, z zamkniętą bramą. Ponad murem trzy ceglane, szare, blankowane wieże, z dwoma oknami łukowymi w układzie jedno obok drugiego każda.
Pomimo że Duszniki Zdrój z racji swojego położenia geograficznego nigdy nie posiadały murów miejskich, w herbie miasta obecny jest szary mur.

## Historia
Najstarsze przedstawienie godła herbowego znane jest z pieczęci miejskiej odciśniętej na dokumencie z 1602. W latach siedemdziesiątych XX w. był dyskutowany pomysł zmiany herbu miasta, niemniej jednak lokalne władze opowiedziały się za pozostawieniem św. Piotra.